# Bowser
Bowser, die ook wel wordt aangesproken als koning Bowser, koning Koopa, koning Bowser Koopa, Bowser Sr. en in Japan bekendstaat als Koopa (クッパ Kuppa) of Daimaō Koopa (大魔王 クッパ Daimaō Kuppa, letterlijk "Grote Demonenkoning Koopa"), is een videospel-personage in Nintendo's Mario-universum. Zijn volledige naam is Bowser Koopa.

## Rol en eigenschappen
Bowser is een slechterik en de aartsvijand van Mario en Luigi in de serie van Mario-videospellen. Hij is de leider en ook de sterkste van alle Koopa's. Hoewel Bowser in een paar spellen zijn krachten met die van Mario bundelde, is hij sinds zijn eerste verschijning in Super Mario Bros. al van plan om Princess Peach te ontvoeren om zo over het Mushroom Kingdom te heersen.
Bowser heeft één kind, Bowser Jr. De zeven Koopalings spreken Bowser aan met 'Dad', maar zijn niet zijn biologische kinderen. Hoewel de afkomst van Bowser Jr. onduidelijk is, claimde Nintendo dat meneer Miyamoto zijn 'moeder' is. Dit kan echter ook als uitdrukking bedoeld zijn. Daarnaast heeft Bowser een jongere versie, die onder andere voorkomt in Yoshi's Story, namelijk Baby Bowser. We zien Bowser het vaakst als iemand die snel kwaad wordt en erg wraakzuchtig is.

## Naamgeving
Bowser heeft verschillende namen gehad, net als Princess Peach en Sega's Doctor Eggman. In Japan heeft hij altijd bekendgestaan onder de naam "Koopa" (of "Kuppa"). In de Japanse handleiding van het originele Super Mario Bros., staat beschreven dat hij Daimaō: Koopa ("Grote Demonenkoning Koopa") heet. Toen Super Mario Bros. ook werd uitgebracht buiten Japan, kreeg hij de naam Bowser, Koning der Koopa's. "Koopa" werd de naam van de schildpad-vijanden. De reden voor de naamsverandering is onbekend.
De Amerikaanse tekenfilm en de Super Mario Bros.-film spreken Bowser constant aan als "King Koopa" en bijna nooit als "Bowser". In de Super Mario Bros. Super Show heeft Bowser een aantal alter ego's, waarbij hij het woord "Koopa" vaak mengt met de naam van een andere beroemde persoonlijkheid: bijvoorbeeld Count Koopula (Graaf Dracula) en Koopzilla (Godzilla). De Koopalings spreken hem meestal aan als "King Dad" in de tekenfilm en in de tekenfilmseries The Adventures of Super Mario Bros. 3 en Super Mario World. Het zijn echter niet zijn biologische kinderen.
In de personage-credits van de Game & Watch Gallery-spellen werden de Japanse namen behouden en hierdoor wordt Bowser hier nog Koopa genoemd.
In het How to draw Nintendo Characters-boek draagt Bowser de naam Kerog.

## Verschijningen in spelen

### Platformspellen
Tijdens zijn eerste verschijning in Super Mario Bros. was Bowser steeds te zien aan het einde van de acht werelden (level X-4) in de zogenaamde "dungeon stages" (kerkerlevels). Bowser wacht in deze levels aan het eind van het level, op een brug boven de lava. Door de bijl te pakken aan het rechtereind van de brug, kan Mario of Luigi het touw van de brug doorhakken, waardoor de brug instort en Bowser in de lava valt. Ook kan Bowser worden verslagen door veel vuurballen op hem te schieten (op hem springen werkt niet omdat hij hoorns heeft).
Door het gebrek aan grafisch vermogen heeft Bowser in het spel geen haar, toch is in de officiële tekeningen duidelijk te zien dat hij dit wel heeft. Ook in Super Mario All-Stars was het duidelijk dat hij wel degelijk haar heeft. Bowser gooit in Super Mario Bros. met hamers, net als de Hammer Bros. Deze mogelijkheid heeft Bowser in latere spellen niet meer zo vaak. Wel gooide hij nog hamers in het begin van Super Mario RPG en gebruikte hij de hamers als hoofdaanval in Mario & Luigi: Superstar Saga toen hij samenwerkte met Popple. De Dry Bones-versie van Bowser (Dry Bowser) in New Super Mario Bros gooit met botten in plaats van hamers, op dezelfde wijze als dat Bowser met hamers gooide.
Bowser verscheen ook in de Japanse opvolger van Super Mario Bros. (een spel dat buiten Japan bekendstaat als Super Mario Bros.: The Lost Levels) en gedraagt zich hetzelfde als in het eerste spel. Alleen in Super Mario Bros. 3 gedroeg Bowser zich anders en had hij een ander uiterlijk. Voor de eerste keer in de spellen zagen spelers Bowser met een pluk rood haar. In dit spel verscheen Bowser alleen op het einde van het allerlaatste level: zijn kasteel aan het einde van wereld 8, waar Mario en Luigi hem voor de gek moeten houden door hem door zijn eigen vloer te laten zakken om hem te verslaan (hoewel hij ook kon worden verslagen met vuurballen of hamers).
Dit spel introduceert ook de Koopalings. Ondanks het feit dat hij wel voor nageslacht heeft gezorgd, is er nooit iets bekend geworden over Bowsers partner: de enige relatie die bekend is, is die waarin hij trouwt met Princess Peach in Super Paper Mario.

### Sportspellen
In de Mario-sportspellen zet Bowser Mario even aan de kant voor het sporten. Bowser is in elk sportspel een bespeelbaar personage. Zijn type is meestal "power" (sterk). Ondanks dat is hij wel erg sloom, maar hij kan zijn tegenstanders uit de weg ruimen door zijn kracht. Bowser is in zowat elk sportspel speelbaar.

### Verschijning als Giga Bowser
Super Smash Bros. Melee (2001) was het spel waarin Giga Bowser zijn eerste opwachting maakte. Giga Bowser ziet er anders uit dan Bowser. Hij is ongeveer twee keer zo groot als Bowser (met uitzondering van Event 51, waarin hij iets groter is dan Giga Bowsers normale grootte), met een meer monsterlijke uitstraling en een lichaam dat proportioneel anders is. Giga Bowsers ogen stralen in tegenstelling tot die van Bowser geen gevoelens uit (behalve woede). Giga Bowsers staart is langer en heeft meer stekels, net als zijn schild. Hij heeft meer tanden dan Bowser en heeft grotere hoorns die er stier-achtig uitzien. Ook heeft hij een paarse mond en tong, in plaats van de rode mond en tong die Bowser heeft. Zijn kleur is over het algemeen iets donkerder dan die van Bowser. Personages kunnen hem niet vastpakken, en bepaalde aanvallen zoals Kirby's zuig-aanval, Bowsers Koopa Claw, en Captain Falcons Falcon Dive hebben een ander of zelfs geen effect op Giga Bowser.
Giga Bowser verschijnt als de speler de Adventure Mode op de normale moeilijkheidsgraad of hoger uitspeelt in minder dan 18 minuten (hierbij mag maximaal één continue worden gebruikt). Als de speler hem verslaat zal hij ook als trofee te bekijken zijn. Nadat de speler Bowser in de Adventure mode onder de 18 minuten heeft verslagen, zweeft Bowsers trofee uit de arena, wordt geraakt door onweer en transformeert dan in Giga Bowser (een soortgelijk proces is te zien in het openingsfilmpje, maar Giga Bowser is hierin niet te zien). De laatste Event Match, genaamd "The Showdown", laat de speler het opnemen tegen Giga Bowser, Mewtwo en Ganondorf. Giga Bowser verschijnt niet buiten de Smash Bros.-serie en wordt niet gezien als een deel van het Mario universum: zijn symbool is het Smash Bros.-logo in plaats van de paddenstoel van Mario, Luigi, Bowser, Peach en Dr. Mario. Giga Bowser verschijnt opnieuw in Super Smash Bros. Brawl als een tijdelijke transformatie van Bowser, waarbij hij dient als Final Smash aanval, dit is latere Smash-spellen ook het geval.
Giga Bowser verschijnt ook in New Super Mario Bros. Wii (2009), New Super Mario Bros. 2 (2012) en New Super Mario Bros. U (2012). In deze spellen neemt hij het op tegen Mario tijdens de Final Battle.

## Verschijningen van Bowsers broer
1. W8-3, 9-4 en D-4 in Super Mario Bros.: The Lost Levels en Super Mario Bros. Deluxe.
2. Mario Tennis 64 als speelbaar personage.
3. Super Smash Bros. for Wii U and 3DS en Super Smash Bros. Ultimate als speelbaar personage.

## Koopalings
In Super Mario Bros. 3 wordt Bowser voor de eerste keer vergezeld door de Koopalings. Hun namen zijn afgeleid van historische personen en beroemdheden: Ludwig von Koopa, Lemmy Koopa, Roy Koopa, Iggy Koopa, Wendy O. Koopa, Morton Koopa Jr. en Larry Koopa. In de tekenfilm werden hun namen respectievelijk aangepast naar Kooky, Hip, Bully, Hop, Kootie Pie, Big Mouth en Cheatsy.
De Koopalings bleven Bowser ook nog trouw in Super Mario World, Mario is Missing!, Yoshi's Safari, Hotel Mario, in de tekenfilm en tekenboeken. Hierna verdwenen ze een lange tijd uit beeld; de reden hiervoor is onduidelijk. Toch maakte ze nog wel hun opwachting als mini-eindbazen in Mario & Luigi: Superstar Saga. Ook kwamen ze uiteindelijk terug in New Super Mario Bros. Wii als eindbazen en verschenen nog in New Super Mario Bros. 2, New Super Mario Bros. U en als speelbare personages in Mario Kart 8 en Mario Kart 8 Deluxe.

## Bowsers kinderen
In Super Mario Sunshine wordt Bowser vergezeld door Bowser Jr., die later als zijn partner dient in verschillende Mario-sportspellen. Bowser Jr. heeft veel weg van een jongere Bowser.
In de Mario Party-serie wordt Bowser constant vergezeld door een oneindig aantal Koopa's die op hem lijken, genaamd "Mini Bowsers" tot Mario Party 4, waar ze opeens "Koopa Kids" werden genoemd. In Mario Party 5 verschenen drie Koopa Kids in verschillende kleuren (Blue, Red, en Green Koopa Kid). In het GameCube-spel was er maar één van elke kleur te zien, maar in Mario Party Advance waren er meerdere Koopa Kids met dezelfde kleur te zien. De relatie tussen Bowser en de Koopa Kids in de Mario Party-serie is onduidelijk. Er wordt aangenomen dat ze voor Bowser werken, aangezien ze hem aanspreken als "Mr. Bowser".